# Vídeo vertical
El vídeo vertical és un format de vídeo creat mitjançant les càmeres o ordinadors amb l'objectiu de crear una visualització vertical on es produeix una imatge més alta que l'ample a diferència del format horitzontal normalitzat pel cinema i la televisió per a coincidir amb el pla de la vista.
Aquest format de vídeo és rebutjat per gran part del públic i en especial per als creadors de videojocs, publicistes o creadors de contingut d'agències, ja que consideren que no s'ajusta a la relació d'aspecte establerts com pot ser la televisió, el cinema, o les noves formes de reproducció de contingut audiovisual com YouTube, Vimeo o Filmin. Pero, gràcies a la popularització de noves aplicacions com Snapchat, Instagram o Periscope, que utilitzen aquest format més familiaritzat amb els telèfons intel·ligents, han provocat un augment en la creació de vídeos amb aquest format vertical.

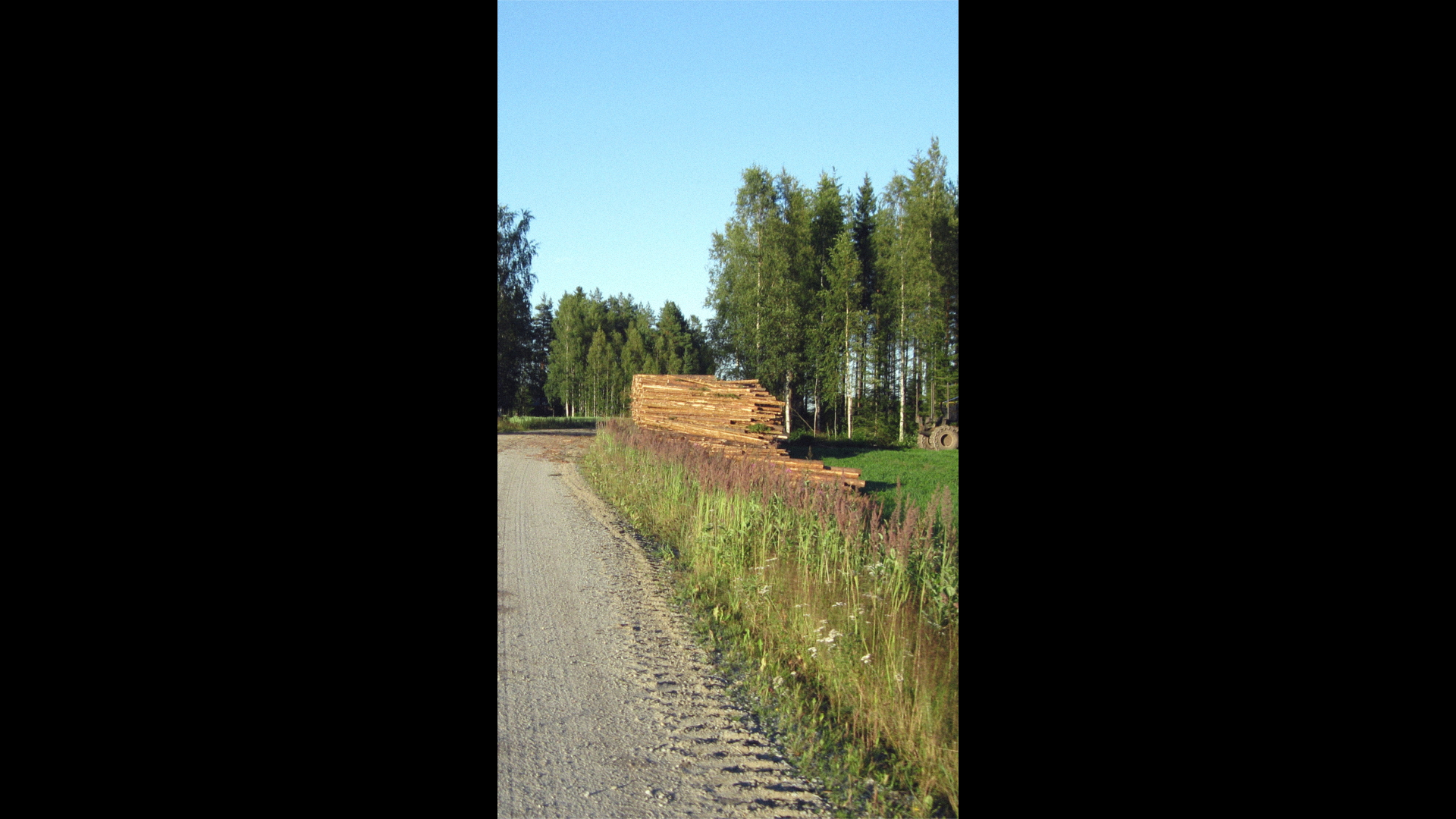
Exemple proporcions de vídeo vertical

## Història
La realització cinematogràfica vertical té arrels estètiques que es remunten als frescos alts i vitralls d'esglésies cristianes. Prenent nota que el nou art cinematogràfic havia assumit les velles restriccions del proscèno teatral, el 17 de setembre de 1930, el cineasta i teòric rus Sergei Eisenstein es va dirigir a la secció de tècnics de l'Acadèmia de les Arts i les Ciències cinematogràfiques a Hollywood, demanant una pantalla cinematogràfica de variable relació d'aspecte (un "quadrat dinàmic"), que podria fer front a qualsevol format compositiu que seleccionés el cineasta, incloent-hi un enquadrament vertical. Va perdre l'argument a un format de pantalla estandarditzat en una nova proporció de l'acadèmia i la cinematografia vertical s'ha mantingut majoritàriament limitada a artistes experimentals del moviment Expanded Cinema, que va florir durant els anys 1960 i 70.
El video musical de "Pray For Me Brother - AR Rahman" del cineasta Bharatbala és el primer en ser gravat en format cinemascope mòbil. Això es va fer el 2007 i van haver de rotar la càmera de 90 graus per disparar, que al seu torn era estressant per al director de fotografia Mufti Tassaduq Hussain. El tiroteig es va fer a Los Angeles.
L'any 2013, una sèrie de cineastes independents i videodifusores havien fet el salt creatiu a formats verticals per a pel·lícules narratives tot i les limitacions d'utilitzar aparells de captura i projecció professionals en orientació vertical. El primer festival de pel·lícules d'alta definició, "Vertical Cinema" de Sonic Acts, es va projectar al Kontraste Dark As Light Festival a Àustria l'octubre de 2013, mentre que la primera competició oberta del món per a la pel·lícula vertical & vídeo, el Festival de Cinema Vertical es va celebrar un any més tard a Katoomba, Nova Gal·les del Sud, Austràlia. Ambdues organitzacions es projecten en pantalles verticals de gran format en sales de sostre adequadament altes, però també hi ha hagut diverses iniciatives en línia per estimular els cineastes a explorar el potencial creatiu del marc vertical, així com grups i canals dedicats a Vimeo. Exposicions similars van tenir lloc al març de 2015 a South by Southwest a Austin, Texas i al novembre de 2016 al festival Vertifilms de Praga.

## Popularització del vídeo vertical
Aquest nou format de vídeo s'ha presentat com un autèntic repte per als editors de vídeo, aquest pas d'horitzontal al vertical ha fet innovar un nou estil d'edició i un nou estil de gravació.
Mary Meeker, soci de la companyia de capital de risc de Silicon Valley, Kleiner Perkins Caufield & Byers, va destacar el creixement de la visualització de vídeo vertical en el seu Informe de Tendències d'Internet de 2015, que va passar del 5% de la visualització de vídeo el 2010 al 29% l'any 2015. Anuncis de vídeo verticals com Els Snapchat's són vistos en la seva totalitat nou vegades més que els anuncis de vídeo en paisatges. Snapchat, DMG Media i WPP plc van formar una agència de màrqueting de contingut anomenada Truffle Pig el juny de 2015 que se centraria a crear contingut per a pantalles verticals.
Aquest nou format ha aprofitat l'arribada dels telèfons intel·ligents on la majoria d'usuaris fan un ús d'ells vertical. Un informe de MOVR (Mobile Overview Report), va constatar que utilitzem el mòbil de forma vertical un 94% de les vegades i han confirmat que el format horitzontal es consumeix en format vertical cada vegada més, un 5% l'any 2010 contra el 30% actual.

## Influència de les xarxes socials
Les xarxes socials han tingut un paper fonamental en aquest augment del vídeo vertical. Són ja moltes les xarxes que fan servir aquesta verticalitat com a format en les seves aplicacions. A finals de 2010, moltes plataformes de vídeo en línia van començar a abastar l'ús del vídeo vertical a causa del creixent ús dels dispositius mòbils. Snapchat va ser una de les primeres aplicacions en fer aquest format la seva marca personal on els diferents usuaris feien servir els seus mòbils per gravar vídeos de poca duració.
L'any 2015, el vídeo vertical va ser ajudat ràpidament per moltes plataformes socials importants, com ara Facebook i Twitter. YouTube va introduir un format de visualització de vídeo vertical compatible amb pantalles mòbils per a Android el 2015; el nou format es va llançar a tots els dispositius mòbils dos anys després. Cada vegada més els artistes fan servir el vídeo vertical als vídeos de la plataforma de YouTube.
Instagram actualment està apostant molt fort amb el vídeo vertical, el 2018, va llançar una aplicació de vídeo vertical anomenada IGTV (Instagram televisió). El març de 2018, la companyia de streaming de mitjans Netflix va anunciar la introducció de visualitzacions verticals de 30 segons d'espectacles i pel·lícules a la seva plataforma; la companyia també va citar l'ús de dispositius mòbils com a inspiració.